# Jan Czuchra
 Jan Czuchra, „Janczar” (ur. 15 października 1922 w Suchodole, zm. 28 grudnia 2012 w Krośnie), syn Józefa i Zofii z domu Rachwał, partyzant Oddziału AK „Orskiego” Józefa Czuchry, biorący udział w wielu akcjach partyzanckich. Ochotnik I Armii Wojska Polskiego. Bohater walk o Warszawę, Płock, Bydgoszcz i Wał Pomorski.

## Odznaczenia
- Krzyż Partyzancki
- Medal Zasłużony na Polu Chwały
- Medal Zwycięstwa i Wolności